# هاروموديس وأرستوجياتين

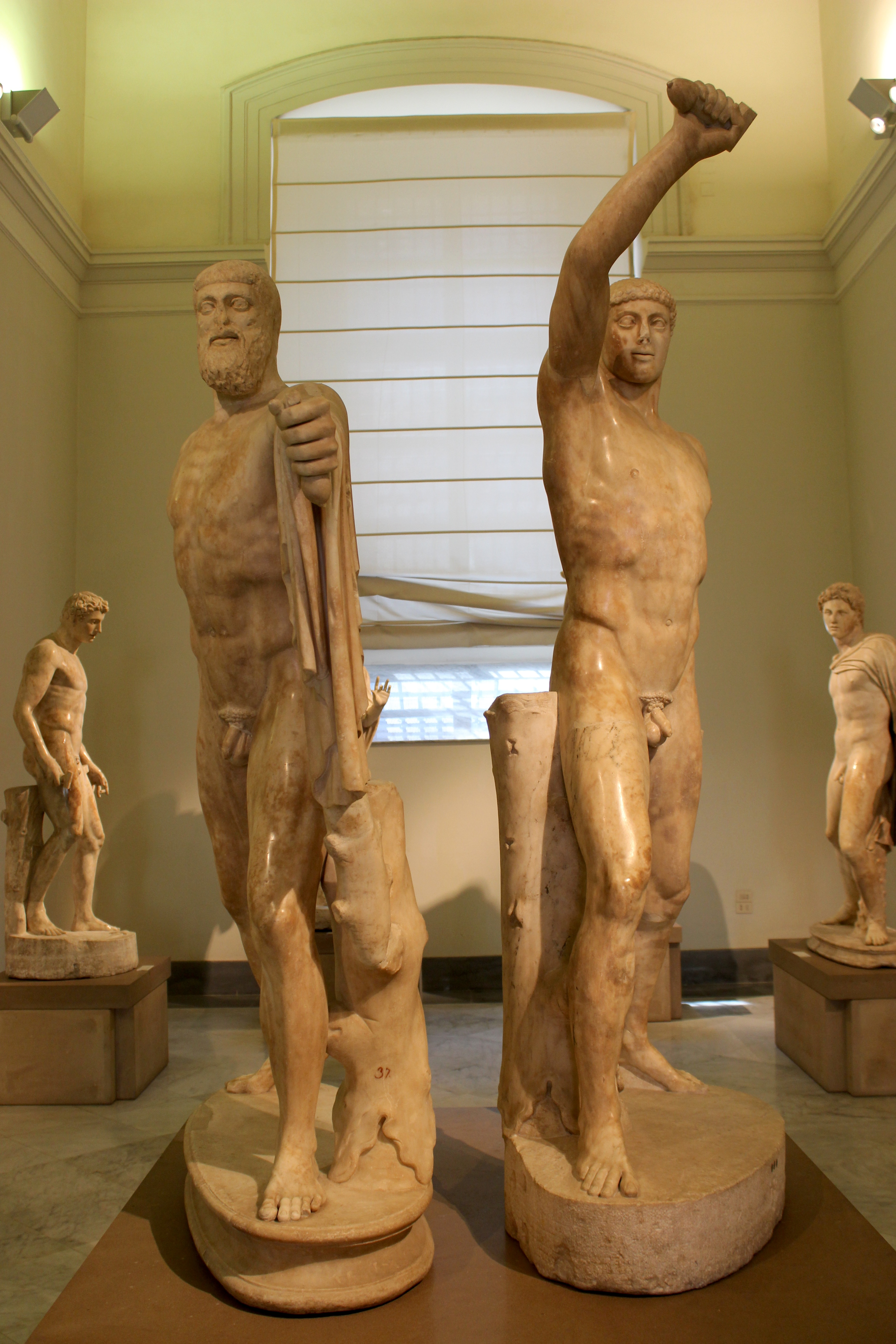
تمثال هاروموديس و أرستوجياتين، نابولي. النسخة الرومانية من النسخة الأثينية من قبل كريتيوس ونيسيوتس

هاروموديس  (لغة إغريقية: Ἁρμόδιος, Harmódios) و أرستوجياتين (Ἀριστογείτων, Aristogeíton; كلاً منهما توفي في 514 ق.م) كانت عاشقين من أثينا القديمة. أصبحوا يعرفون باسم قاتلي الطغاة (Tyrannicide)  (τυραννοκτόνοι, tyrannoktonoi) بعد أن قتلوا الطاغية هيبارخوس، وكان هذا الفعل الرمز البارز للديمقراطية إلى الأثينيين القدماء.

## روابط خارجية
- Livius, Harmodius and Aristogeiton by Jona Lendering